# Rogue Entertainment
Rogue Entertainment è stata una azienda di sviluppo di videogiochi. Fondata nel 1994 a Dallas da Rich Fleider, Steve Maines e Jim Molinets, la Rogue si trovava nel medesimo edificio della id Software. Con quest'ultima strinsero accordi per utilizzare in licenza diversi motori grafici, con il quale hanno sviluppato diversi titoli; per id Software hanno creato alcune espansioni per la serie Quake. Dopo la sua chiusura, avvenuta nel 2001, molti degli ex dipendenti si sono trasferiti alla Nerve Software.

## Videogiochi sviluppati
- Strife (1996) (DOS)
- Quake Mission Pack 2: Dissolution of Eternity (1997) (DOS)
- Quake II: Ground Zero (1998) (Windows)
- Quake II (1999) (Nintendo 64)[2]
- American McGee's Alice (2000) (Windows)
- Counter-Strike: Condition Zero (mai terminato, continuato da Gearbox Software)[3]